# Ирис (растение)
И́рис, или Каса́тик, или Петушо́к (лат. Íris) — род многолетних корневищных растений семейства Ирисовые, или Касатиковые (Iridaceae). Встречаются на всех континентах. Род насчитывает около 800 видов с богатейшим разнообразием форм и оттенков, за что и получил своё название (от др.-греч. ἶρῐς — радуга).

## Этимология названия
Своё имя цветок получил в древней Греции по имени богини Ириды, которая как посланница богов сходила по радуге на землю (слово «Ирис» в переводе с греческого означает радуга). Название цветку дал Гиппократ, греческий врач (около IV века до н. э.).
Карл Линней, который предложил единую систему научных названий растений, сохранил за ирисом его древнее имя.
В России слово «ирис» появилось как ботаническое название растений во второй половине XIX века, а до этого периода пользовались народным названием «касатик» (листья как коса). Украинцы называют ирисы «петушок» — «півник».
Интересно, что ударение в Словаре Даля поставлено на второй слог:
ИРИ́С м. об. назв. растен. Iris, касатик, петушок, певник; I. biglamis, пискульник; I. flavissima, волчий огурец; I. furcata, касар(т?)ка; I. germanica, пролеска, косички, сазаны; I. pseudacorus, касатик, лепешник, чикан, петушки, дикий тюльпан? ошибочно ир, аир: I. ruthenica, кошаник, полевые маргаритки? I. sibrica, бубенчики, чистяк, заячьи огурчики, медвежьи огурцы, пикульник, певник, сорочьи цветы, чеменник

## Ботаническое описание
Стебли — одиночные или пучками, простые или ветвистые.
Листья — плоские, мечевидные, собранные большей частью у основания стебля.
Корневая система расположена в верхнем пахотном слое.
Цветки — одиночные или в соцветиях, у отдельных видов слегка душистые. Околоцветник простой (то есть не дифференцированный на чашечку и венчик), венчиковидный — трубчатый, с шестираздельным отгибом. Основания лепестков срастаются в трубку, внутри которой находится нектар. По своему внешнему виду цветки отдалённо напоминают цветки орхидей. В средней полосе России ирисы цветут с конца мая и до июля.

## География рода
Ареал рода Iris охватывает регионы Северного полушария с умеренным и субтропическим климатом. На севере они распространены почти до 70° северной широты (в Северо-Восточной Азии и на Аляске), на юге — от 30° северной широты, почти до тропиков (провинция Гуандун в Китае). Наибольшее количество видов приходится на страны Средиземноморья, Юго-Западную и Среднюю Азию.

## Систематика
Существуют разные мнения об объёме рода Iris и его классификации. В соответствии с системой Г. И. Родионенко, род Iris разделяется на несколько подродов:
- Hermodactyloides — 12 видов;
- Iris (Ирис) — 98 видов в 6 секциях: Hexapogon (Гексапогон), Iris (Ирис), Oncocyclus (Онкоциклюс), Psammiris (Псаммирис), Pseudoregelia (Псевдорегелия) и Regelia (Регелия);
- Limniris (Лимнирис) — 60 видов, две секции: Limniris (Лимнирис), Lophiris (Лофирис);
- Xyridion (Ксиридион) — 20 видов;
- Crossiris (Кроссирис) — 11 видов.

Классификация рода Iris по Brian Mathew, 1989 год:
- Subgenus Iris
  - Section Iris
  - Section Psammiris (Spach) J.Taylor
  - Section Oncocyclus (Siemssen) Baker
  - Section Regelia Lynch
  - Section Hexapogon (Bunge) Baker
  - Section Pseudoregelia Dykes
- Subgenus Limniris (Tausch) Spach
  - Section Lophiris (Tausch) Tausch
  - Section Limniris
    - Series Chinenses (Diels) Lawrence
    - Series Vernae (Diels) Lawrence
    - Series Ruthenicae (Diels) Lawrence
    - Series Tripetalae (Diels) Lawrence
    - Series Sibiricae (Diels) Lawrence
    - Series Californicae (Diels) Lawrence
    - Series Longipetalae (Diels) Lawrence
    - Series Laevigatae (Diels) Lawrence
    - Series Hexagonae (Diels) Lawrence
    - Series Prismaticae (Diels) Lawrence
    - Series Spuriae (Diels) Lawrence
    - Series Foetidissimae (Diels) Mathew
    - Series Tenuifoliae (Diels) Lawrence
    - Series Ensatae (Diels) Lawrence
    - Series Syriacae (Diels) Lawrence
    - Series Unguiculares (Diels) Lawrence
- Subgenus Nepalensis (Dykes) Lawrence
- Subgenus Xiphium (Miller) Spach
- Subgenus Scorpiris Spach
- Subgenus Hermodactyloides Spach
  - Section Brevituba
  - Section Monlepis
  - Section Hermodactyloides
  - Section Micropogon

По информации базы данных The Plant List, род включает 362 вида. Из них около 60 видов можно встретить в России и сопредельных странах.
Некоторые из них:
- Iris acutiloba C.A.Mey. — Ирис остродольный, родина Закавказье, Северный Иран, Малая Азия. Цветки желтовато-белые, чёрно-коричневые, с коричневой сетью жилок, штрихов и точек.
- Iris japonica Thunb. — Ирис японский, с Дальнего Востока, из Китая, Японии. Цветки пурпурно-фиолетовые разных оттенков. Достигают больших размеров. Слабозимостойкие.
- Iris laevigata Fisch. — Ирис гладкий, родом из Сибири и Дальнего Востока. Нуждается в сильном увлажнении. Произрастает у водоёмов.
- Iris lazica Albov — Ирис лазистанский, обитает на черноморском побережье Кавказа. Цветки бледно-голубые с крапинками. Распускается поздней осенью, иногда зимой.
- Iris pseudacorus L. — Ирис ложноаировый, обитает почти во всей Европе. Выносит затемнение. Распространяется очень быстро, пригоден для берегов и водных бассейнов.
- Iris ruthenica Ker Gawl. — Ирис русский, родом с Карпат, Алтая из Средней Азии и Сибири. Растёт низкими, плотными куртинками. Цветки некрупные, бледно-сиреневые и фиолетово-сиреневые, душистые. Пригодны для каменистых участков.
- Iris setosa Pall. ex Link — Ирис щетинистый, родом из Восточной Сибири и Северной Америки. Очень морозостойкий вид. Рекомендуется даже для Крайнего Севера.
- Iris sibirica L. — Ирис сибирский, родом с юга европейской части России, Кавказа, из Сибири и Западной Европы. Высота около 1 м. Цветки фиолетово-синие. Растения очень выносливые.
- Iris tenuifolia Pall. — Ирис тонколистный.
- Iris glaucescens Bunge — Ирис сизоватый.

## Исторические сведения
Цветы ириса известны человеку с древнейших времён. На острове Крит на фреске, которая находилась на стене Кносского дворца, изображен жрец, окружённый цветущими ирисами. Этой фреске около 4 000 лет.
В Средние века ирисы выращивали в садах замков и монастырей, откуда были перенесены в сады горожан.
У славянских народов широко использовалась радужная гамма цветов и оттенков и причудливые формы соцветия ирисов. Их можно было видеть в изделиях народных промыслов, в тканях, а также в украшении быта: роспись жилища, утвари, одежды (в орнаменте рубах, сарафанов, рушников, шалей и полушалков). Болгары, сербы и хорваты ирис называют Перуника — в честь славянского Громовержца Перуна.

## Хозяйственное значение и применение
Растения содержат монотерпеновый кетон ирон, органические кислоты (миристиновая, ундециловая, тридециловая, бензойная), альдегиды (дециловый, нониловый и бензойный); гликозид иридин, крахмал (до 60 %), дубильные вещества. Листья богаты аскорбиновой кислотой, особенно листья ириса солелюбивого (950 мг%) и ириса низкого (450—800 мг%).
Некоторые виды, например ирис сибирский, применяются в народной медицине как противоцинготное средство.
Ранее в медицинской практике под названием «фиалковый корень» использовали корневища ириса германского (Iris germanica L.), ириса флорентийского (Iris florentina L.) и ириса бледного (Iris pallida Lam.), содержащие эфирное масло. Корневища входили в состав грудного сбора. Ныне не используется. Корневища ириса жёлтого (Iris pseudacorus L.) входят в состав сбора по прописи М. Н. Здренко. Корневища многих видов обладают рвотным и слабительным действием. Препараты корневищ ириса германского применяют как отхаркивающее.
В ароматерапии «ирисовый корень» и абсолют ириса используются как успокаивающее средство, но редко — из-за высокой цены.
Размолотые в муку корневища ириса могут добавляться в кондитерские изделия, используются как ароматизаторы, в небольших количествах входят в состав специй. В Азербайджане из лепестков варят варенье.
Ценное эфирное (ирисовое) масло, получаемое из корневищ, идёт на производство парфюмерной продукции высшего качества. Масло очень дорого, поэтому заменяется синтетическим ироном и другими ароматизаторами.
Некоторые исследователи утверждают, что запах ириса[уточнить] «оказывает общее благоприятное влияние на организм, снимает стресс и усталость».

## Выращивание
Ирис — распространённое декоративное растение.
Может выращиваться как садовое растение, использоваться для срезки и выгонки. Разные виды ирисов пригодны для групповых и бордюрных посадок, альпийских горок, декорирования водоёмов.
Ирисы отличаются высокой зимостойкостью, к почве неприхотливы, но не переносят сильно увлажнённой почвы, поэтому их лучше высаживать на склонах. Цветы выращивают на одном месте до семи лет.

## Сорта
Международным органом регистрации (ICRA) новых сортов луковичных ирисов (некоторыми ботаниками выделяются в отдельные рода: Iridodictyum, Xiphium, Juno) является Royal General Bulb Growers' Association (KAVB). Сайт ассоциации включает базу данных по зарегистрированным сортам.
Регистрацию сортов корневищных ирисов производит Американское Общество Ирисоводов.
Американское общество ирисоводов (American Iris Society), Британское общество ирисоводов (British Iris Society) и другие организации имеют систему наград выдающихся сортов.
Признанными на международном уровне регистраторами сортов ирисов — Американским обществом ирисоводов и Королевским садоводческим обществом садовые ирисы регистрируются в следующих группах:
- Бородатые ирисы — Bearded Irises
  - Высокие бородатые — Tall Bearded (TB)
  - Бордюрные бородатые — Border Bearded (BB)
  - Интермедиа бородатые — Intermediate Bearded (IB)
  - Миниатюрные высокие бородатые — Miniature Tall Bearded (MTB)
  - Стандартные карлики — Standard Dwarf Bearded (SDB)
  - Миниатюрные карлики — Miniature Dwarf Bearded (MDB)
- Арилы и арилбреды — Aril Irises
  - Арилы —Arils (AR)
  - Арилбреды — Arilbred (AB)
- Безбородые ирисы — Beardless Irises
  - Сибирские — Siberians (SIB)
  - Японские — Japanese (JI)
  - Луизианские — Louisianas (LA)
  - Калифорнийские — Pacific Coast Natives (PCN) или Californicae (CA)
  - Калифорнийско-Сибирские (Калсибы) — (гибриды видов серии Californicae x подсерии Chrysographes серии Sibiricae) (Cal-Sib)
  - Сино-сибирские — Sino-Siberian (гибриды видов подсерии Chrysographes серии Sibiricae c числом хромосом 2n=40) (Sino-Sib)
  - Спуриа — Spuria (SPU)
- Видовые — Species (SPEC)
- Межвидовые гибриды — Species Hybrids (SPEC-X)
- Ксифиумы — Dutch (Dut)[17]

Разнообразие садовых ирисов не ограничивается приведённым выше подразделением. Современное состояние достижений в селекции безбородых ирисов изложено в статье Леха Комарницкого «Межвидовые и межсерийные гибриды безбородых ирисов».
Для внутреннего использования Российское Общество Ириса применяет следующее деление:
- Бородатые (Bearded)
  - Собственно Бородатые (Properly Bearded)
    - Высокие Бородатые (Tall Bearded) — TB
    - Среднерослые Бородатые (Median Bearded)
      - Стандартные Среднерослые Бородатые (Standard Median Bearded) — SMB
      - Мелкоцветковые Среднерослые Бородатые (Small-Flowered Median Bearded) — SFMB
      - Связующие Среднерослые Бородатые (Intermediate Median Bearded) — IMB

    - Карликовые Бородатые (Dwarf Bearded)
      - Стандартные Карликовые Бородатые (Standard Dwarf Bearded) — SDB
      - Миниатюрные Карликовые Бородатые (Miniature Dwarf Bearded) — MDB

  - Арилы и Арилбреды (Arils and Arilbreds)
    - Неарилоподобные Арилбреды (Non-Aril-like Arilbreds) — (-)AB
    - Арилы и Арилоподобные Арилбреды (Arils and Aril-like Arilbreds) — AR & (+)AB & AB
- Небородатые (Unbearded)
  - Сибирские (Siberian) — SIB
  - Хризографы (Chrysographes) — CHR
  - Японские (Japanese) — JA
  - Спуриа (Spuria) — SPU
  - Луизианские (Louisiana) — LA
  - Калифорнийские (Californian) — CA
  - Прочие (Others) — OT

## Советские и российские селекционеры, занимавшиеся выведением ириса
- Виктор Владимирович Бурлей (1911—2000)
- Пётр Фёдорович Гаттенбергер (1906—2002)
- Виталий Николаевич (1905—2002) и Надежда Михайловна Гордоделовы
- Ирина Викторовна Дрягина (1921—2017)
- Георгий Иванович Родионенко (1913—2014)

## В культуре
Цветок ириса — распространённый мотив в изобразительном искусстве разных народов и стран. В европейской традиции символика ириса разнообразна: он мог быть как символом непорочности, так и знаком траура и скорби. В христианском искусстве ирис стал, наряду с лилией и розой, одним из цветков Девы Марии: его острые мечевидные листья ассоциировались с незримым оружием, пронзившим душу Богоматери при распятии Христа.
В XX веке ирисы любили изображать импрессионисты, в частности Клод Моне; широко известна выполненная в импрессионистической манере картина Винсента Ван Гога «Ирисы» (1889). Изображение ириса стало одной из эмблем стиля модерн.
| Один из королевских гербов Франции в Средние века. Изображенные на нем лилии некоторые знатоки считают стилизованными желтыми ирисами | В созвездии Цефея находится туманность Ирис (NGC 7023), названная так за внешний вид, вызывающий ассоциации с этим растением | Ирисы Фишера — известная в среде статистиков выборка, часто используется в литературе для иллюстрации работы различных статистических алгоритмов | Ирис был культовым цветком стиля модерн (конец XIX — начало XX веков). Его нередко можно увидеть на декоративных панно, витражах, мозаиках. Жак Грюбер. Деталь витража. Музей школы Нанси. 1904. |

В 2021 году были выпущены почтовые марки из серии «Флора России. Цветы. Ирисы, занесённые в Красную книгу Российской Федерации».
- Ирис кожистый
- Ирис Воробьёва
- Ирис остродольный
- Ирис тигровый